# Walter Heinrich
Walter Heinrich (Myslowitz, 2 januari 1910 -  onbekend, vermist sinds februari 1945) was een Duitse SS-Obersturmführer. Als zodanig was hij van augustus 1941 tot 1 maart 1943 als Lagerkommandant belast met de leiding over concentratiekamp Kamp Amersfoort. 
Heinrich, zoon van een treinmachinist, werd geboren op 2 januari 1910 in Myslowitz, een plaatsje in Silezië dat na het referendum van 1921 in Polen kwam te liggen. Heinrichs familie vertrok daarop naar Duits grondgebied. Vanaf 1928 werkte hij als gemeenteambtenaar in Oppeln. Na de machtsovername van Hitler, in 1933, werd Heinrich lid van de NSDAP en de SS. In januari 1939 kreeg hij een baan bij de Gestapo. Hij nam deel aan de invasie van Polen en werd overgeplaatst naar het Reichssicherheitshauptamt in Berlijn.
In 1941 kwam Heinrich aan in Nederland, waar hij als 31-jarige Untersturmführer de eerste commandant werd van Kamp Amersfoort. Heinrich stelde twintig SS'ers aan als Wachkommando van het kamp, en liet twee SS'ers uit het concentratiekamp Dachau overkomen om te demonstreren hoe de bewakers met de gevangenen om moesten gaan. Heinrich verbood mishandelingen als hij ze zag, maar was veelal buiten het kamp, waarbij Schutzhaftlagerführer I Johann Friedrich Stöver de leiding overnam. Uit de memoires van gevangenen en naoorlogse processen-verbaal komt naar voren dat hij een hondenliefhebber, feestganger en schuinsmarcheerder was. Hij leek correct in de omgang, een voormalig kunstschaatser,  en zijn knipperende oog, een zenuwtic, leverde hem de bijnaam 'Heinrich Knipperoog' op. Ook organiseerde hij diners voor bevriende officieren, waarvoor hij achterover gedrukt voedsel gebruikte dat eigenlijk bedoeld was voor de gevangenen. Heinrich was niet alleen verantwoordelijk voor de vele misstanden in Kamp Amersfoort, maar nam ook actief deel aan de executie van 77 Sovjet-krijgsgevangenen op 9 april 1942. Vier dagen later werden op zijn bevel vier Nederlandse communisten geëxecuteerd, onder wie Henk Sneevliet.
Tijdens Heinrichs periode als kampcommandant kwamen 325 gevangenen om door executie, mishandeling, honger en dwangarbeid. Toen Heinrich op 1 maart 1943 het kamp verliet, werd hij niet door Stöver maar door SS-Schutzhaftlagerführer II Karl Peter Berg opgevolgd als Lagerkommandant. Heinrich werd overgeplaatst naar het hoofdkwartier van de Gestapo in Den Haag, waar hij werkte als inspecteur van de concentratiekampen op Nederlandse bodem. Heinrich is nooit berecht voor zijn oorlogsmisdaden, omdat hij in februari 1945 spoorloos verdween en - ondanks een internationaal  opsporingsbericht - nooit werd gevonden. Volgens Kamp Amersfoort lijken er bij zijn naoorlogse opsporing en uitleveringsverzoeken onjuiste persoonsgegevens te zijn gehanteerd.
Over zijn daden in de laatste jaren van de Tweede Wereldoorlog was lange tijd onduidelijkheid. De makers van de podcast De verdwenen SS'er ontdekten in 2022 dat Heinrich in maart 1943 voor een geheime opdracht naar Den Haag vertrok. Onderzoeker Floris van Dijk van het Nationaal Monument Kamp Amersfoort en podcastmaker Jordy Hubers ontdekten dat hij daar ging werken voor de Sicherheitsdienst, de geheime dienst van de NSDAP. Uit een intern document blijkt dat Heinrich in Den Haag de taak kreeg gevangenen te selecteren die naar concentratiekamp Natzweiler-Struthof zouden worden gestuurd. Van de 600 Nederlandse verzetsstrijders die Heinrich selecteerde, vonden daar 300 de dood.